# 中華人民共和国の国際関係
中華人民共和国の国際関係（ちゅうかじんみんきょうわこくのこくさいかんけい）では、中華人民共和国の国際関係について述べる。

中華人民共和国の外交関係一覧図。緑色で塗られた諸国は中華人民共和国と国交を有し、赤色で塗られた諸国とは国交を有していない。黄土色で塗られた地域は主権について論争のある地域である。中華人民共和国が国交を有していない主な国家には聖座（バチカン）、パラグアイなどが存在する。

1949年の中華人民共和国成立後、年代毎に世界諸国が国交を結んできた順番を示す地図。1971年に国際連合総会で採択されたアルバニア決議以後、多くの諸国が台湾に逃れた中華民国に替わって、大陸の中華人民共和国を国家承認した。
図中では現在に至るまで国交を持たない国(灰)、それぞれ建国から50年代(濃赤)、60年代(赤)、70年代(橙)、80年代(淡黄)及び90年代以降に国交を締結したことを表す。

## 概要
1949年に中華人民共和国が成立する前から、中国大陸は多くの出来事を含む激しい変動を経てきたが、その歴史の概要を把握するためには清朝とアヘン戦争の時代まで遡る必要がある。
中華人民共和国の外交政策の目標は世界の中で力強く、独立し、団結した大国である中国を作り出すことである。中華人民共和国の外交はこの目標を踏襲している。世界最多規模の領土紛争に関与し、言論の自由や民主化運動を弾圧し、東北アジアと東南アジアの一帯に影響力を拡大している事から解る通り、「富国強兵」や「大東亜共栄圏」に象徴される大日本帝国の領土拡張主義に極めて近い。中華人民共和国の軍拡政策と領土拡張政策や政治的抑圧は、近隣諸国から危惧の視線を向けられている。
最近の中華人民共和国の外交政策立案者は、国際関係論において自由主義ではなく現実主義と接近しているようである。しかし、ソビエト連邦やアメリカ合衆国とは対照的に、冷戦時代のように共産主義や民主主義のようなイデオロギーを世界に拡散させることには興味を持っていない。
20世紀前半における中国（当時は中華民国）の外交政策は、欧米日の植民地主義時代の被害者意識と屈辱的な過去から脱却することを決意する感情に基づいていた。
中華人民共和国政府は、全領土における主権を主張しており、中華民国政府（台湾）、チベット亡命政府、東トルキスタン共和国亡命政府との外交関係を一切認めていない。一方で、中華民国政府も1949年までの全領土における主権を主張しており、中台関係の緊迫を生んでいる。

## 中華人民共和国に対するグローバルな認識
| 調査対象国     | 肯定 | 否定 | どちらでもない | 肯定-否定 |
| -------------- | ---- | ---- | -------------- | --------- |
| 日本           | 9%   | 86%  | 5              | -77       |
| スウェーデン   | 14%  | 85%  | 1              | -71       |
| オーストラリア | 15%  | 81%  | 4              | -66       |
| デンマーク     | 22%  | 75%  | 3              | -53       |
| イギリス       | 22%  | 74%  | 4              | -52       |
| アメリカ       | 22%  | 73%  | 5              | -51       |
| 韓国           | 24%  | 75%  | 1              | -51       |
| カナダ         | 23%  | 73%  | 4              | -50       |
| オランダ       | 25%  | 73%  | 2              | -48       |
| ベルギー       | 24%  | 71%  | 5              | -47       |
| ドイツ         | 25%  | 71%  | 4              | -46       |
| フランス       | 26%  | 70%  | 4              | -44       |
| スペイン       | 36%  | 63%  | 1              | -27       |
| イタリア       | 38%  | 62%  | 0              | -24       |

| 調査対象国     | 肯定 | 否定 | 肯定-否定 |
| -------------- | ---- | ---- | --------- |
| スペイン       | 15%  | 68%  | –53       |
| アメリカ       | 22%  | 70%  | –48       |
| インド         | 19%  | 60%  | –41       |
| トルコ         | 29%  | 54%  | –25       |
| フランス       | 35%  | 60%  | –25       |
| インドネシア   | 28%  | 50%  | –22       |
| イギリス       | 37%  | 58%  | –21       |
| ドイツ         | 20%  | 35%  | –15       |
| カナダ         | 37%  | 51%  | –14       |
| オーストラリア | 46%  | 47%  | –1        |
| ブラジル       | 45%  | 38%  | 7         |
| ギリシャ       | 37%  | 25%  | 12        |
| ペルー         | 49%  | 34%  | 15        |
| ロシア         | 44%  | 23%  | 21        |
| メキシコ       | 55%  | 26%  | 29        |
| ケニア         | 63%  | 27%  | 36        |
| パキスタン     | 63%  | 12%  | 51        |
| ナイジェリア   | 83%  | 9%   | 74        |
| 中国           | 88%  | 10%  | 78        |

| 調査対象国     | 肯定 | 否定 | 肯定-否定 |
| -------------- | ---- | ---- | --------- |
| チェコ         | 25%  | 69%  | –44       |
| フランス       | 21%  | 63%  | –42       |
| ルクセンブルク | 24%  | 61%  | –37       |
| ドイツ         | 26%  | 61%  | –35       |
| スウェーデン   | 31%  | 64%  | –33       |
| イタリア       | 29%  | 60%  | –31       |
| スペイン       | 29%  | 59%  | –30       |
| オランダ       | 32%  | 60%  | –28       |
| デンマーク     | 32%  | 59%  | –27       |
| ベルギー       | 34%  | 61%  | –27       |
| オーストリア   | 34%  | 57%  | –23       |
| フィンランド   | 36%  | 55%  | –19       |
| マルタ         | 30%  | 47%  | –17       |
| スロベニア     | 41%  | 53%  | –12       |
| ポーランド     | 37%  | 48%  | –11       |
| ハンガリー     | 40%  | 50%  | –10       |
| ポルトガル     | 36%  | 45%  | –9        |
| スロバキア     | 36%  | 44%  | –8        |
| アイルランド   | 39%  | 47%  | –8        |
| ギリシャ       | 45%  | 49%  | –4        |
| イギリス       | 39%  | 41%  | –2        |
| エストニア     | 43%  | 35%  | 8         |
| リトアニア     | 49%  | 36%  | 13        |
| クロアチア     | 54%  | 39%  | 15        |
| ブルガリア     | 47%  | 31%  | 16        |
| ルーマニア     | 56%  | 34%  | 22        |
| ラトビア       | 51%  | 29%  | 22        |
| キプロス       | 58%  | 27%  | 31        |

BBCワールドサービスやピュー・リサーチ・センターやユーロバロメーターが定期的に実施している世界各国を対象とした対他国感情に関する調査によれば、調査対象国における対中・対中国人感情は否定的な回答を示しており、中国は世界に対して悪影響を与えていると評価されている。なかでも人権意識が強い欧米諸国は、チベット問題やウイグル問題や香港問題の影響から、中国に対する悪感情が形成されており、中国を否定的にとらえる回答が多い傾向にある。さらに、2020年にパンデミックとなった新型コロナウイルス感染症が主要因となり、中華人民共和国国家安全部のシンクタンクである現代国際関係研究院は、反中感情が天安門事件以来の高まりとなっていると結論づけており、アメリカ合衆国、カナダ、オーストラリア、欧州連合などの欧米諸国に限らず、係争地域で死者の出る衝突が起きたインド、韓国、日本、南シナ海問題を抱える東南アジア諸国連合関係国などのアジア諸国を含む国際社会での反中感情は過去最悪となっている。
2020年にシンガポールのシンクタンクであるISEASユソフ・イサーク研究所がASEAN諸国の政府高官、学者、専門家など1300人を対象に実施した調査によると、ASEAN諸国では中国の政治・経済的影響力への警戒感が広がっており、中国に不信感があるという割合は、2019年の52%弱から2020年には60%強に上昇し、また40%近くが「中国は現状の秩序を打ち壊そうとする勢力で、東南アジアを自らの影響圏に入れようとしている」との認識を示した。ISEASユソフ・イサーク研究所は、「中国の著しい、そしてなお増大し続けている影響力に対する地域の懸念は、中国による強大なパワーの使い方に不透明感があるからだ」として、中国の台頭が平和的ではないとの懸念を高めていると指摘しており、特に中国に対する不信感は、南シナ海問題で中国と争っているベトナムとフィリピンで際立っている。
2021年5月、中国の習近平党総書記（国家主席）は「自信を示すだけでなく謙虚で、信頼され、愛され、尊敬される中国のイメージづくりに努力しなければいけない」と語り、外国から「愛される中国のイメージづくり」を指示し、中国共産党が組織的に取り組み、予算を増やし、「知中的、親中的な国際世論の拡大」を実現するよう対外情報発信の強化を図るよう訴えた。これは近年の中国外交は批判に対して攻撃的に反論する戦狼外交を展開してきたが、戦狼外交は中国内では支持を得ているが、国際社会では反中感情を高めており、高圧的な対外発信で中国の好感度が下がっていることへの反省があるとみられる。

## 外交政策担当機関
他の多くの国と同様、中国の外交政策は外交部によって実行される。しかし、外交部は政策を立案し決定する中国共産党外事工作領導小組の下に置かれている。他の多くの国と違い、中国の外交政策は政府が出資し監督するシンクタンクによって考案されている。しかし表面上は政府とは無関係であることになっている。米中関係におけるある特異な側面は、多くの外交政策の対話がシンクタンクの専門家の間で行われることである。これらの討論は非公式なものであるため、彼らの討論は政府間の公式な討論よりもより自由で制限の少ないものである。中国は世界秩序の戦略的思考と西洋とは異なる国際関係論を分けて考えるという独特の思想を持っている。

## 外交政策の歴史
中華人民共和国はその建国以来、香港、マカオ、台湾を含むすべての『中国』の唯一の正統的な政府であるとの国際的地位を勝ち取るため、多大な努力をしてきた。1970年代初頭までは台北の中華民国政府が世界の大国及び国連から外交的に承認されていた。1971年、国連において『中国』の正統的な政府として北京の中華人民共和国政府が承認され、台湾の中華民国政府は追放された（アルバニア決議も参照）。そして世界においてますます重要な地位を占めるようになり、多くの国が中華民国に代わり中華人民共和国との国交を樹立した。日本も1972年に日中共同声明によって中華人民共和国との国交を樹立し（日中国交正常化）、同年、アメリカもそれに続いた。中華人民共和国と国交を持つ国の数は167ヶ国にも上り、25ヶ国が中華民国との国交を保っている（台湾問題も参照）。
中華人民共和国と中華民国はともに他国と外交関係を築く際、自国の他に『中国』の政府を認めないことを必須条件としている。

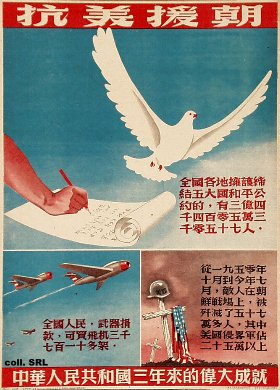
1949年の中華人民共和国建国後間もない1950年代初頭の朝鮮戦争時に作成されたプロパガンダ・ポスター。「抗美援朝」（アメリカ合衆国に対抗し、朝鮮を助けることの意）と大書されている。

中国は建国後、ソ連、東側諸国や他の共産主義国と結束することに重点を置き（向ソ一辺倒）、1950年に主要な敵国である西側諸国と特に米国に対抗するため、中ソ友好同盟相互援助条約を締結したのを始め、いくつかの協定を結んだ。韓国、アメリカ合衆国及び国連軍に追い詰められ、苦境にあった北朝鮮を支援するため朝鮮戦争に参戦したことは中国にとって長い間苦い感情として残っていた。朝鮮戦争終結後、中国はパキスタンや他の第三世界諸国、特に東南アジア諸国と友好関係を築いたことにより、ソ連とは距離を置き、独自の地位を模索し始めた。
1950年代の終わりまでに中国とソ連の関係は悪化し（中ソ対立）、1960年、ソ連は中国から顧問を召還した。両国は世界の途上国を自国の陣営に取り込むことに躍起になり、中国は非同盟運動の盟主を自認し、多くの国と外交関係を結んだ。1960年代には北京とモスクワは共産主義国と途上国への政治的関与を競うようになった。1962年、中国はインドとの国境紛争をめぐって短い戦争を行った（中印国境紛争）。1969年までにソ連との緊張が高まり、ついに国境付近での戦闘が始まった（中ソ国境紛争）。プラハの春に続くソ連の武力行使は中国のソ連に対する対抗意識を増大させ、中国は自国の戦略的地位について考えるようになった。中国は西側諸国に対して敵愾心を持つ事を徐々にやめ、外交関係を持つ努力を始めた。
ちょうどその頃、1971年、北京政府は台湾の中華民国に代わり国連に加盟することに成功し、米国との関係は雪解けに向かった。1973年にはリチャード・M・ニクソン大統領が中国を訪問し、1978年、公式な外交関係を持つに至った。それ以来両国は四半世紀に渡って、台湾、貿易の均衡、知的財産権、核の拡散、人権などその時々に応じて変化する議題について友好的あるいは慎重に議論しながら外交関係を築いてきた。
1978年の暮れ、中国はベトナムがラオスとカンボジアに干渉しようとしていることを警戒していた。ソ連の支援を受けたベトナムはカンボジアに侵攻し、1979年の2月から3月にかけて中国はベトナムと戦闘状態に入った（中越戦争）。
ソ連が戦略的に優位に立っているという中国の不安は、1979年12月のソ連のアフガニスタン侵攻によってさらに高まった。中国とソ連は鋭く対立し、カンボジアへの干渉を続けるベトナムへの支援の継続、アフガニスタンへの侵攻、ソ連軍の中ソ国境地帯及びモンゴルへの駐留はいわゆる「3つの障害」として中ソ関係の改善に影を落とした。
1970年代から1980年代において、中国はよい外交関係を保ちながら経済開発の支援が可能な地域的あるいは世界的な安全保障の枠組みを作り出すことを模索していた。この時期の終わり、中国にとって西側諸国の近代化の援助は国家的な安全保障と世界的な平和の脅威であるとみなしていたソ連の膨張主義に対して助けになると思われた。
中国は、ほとんどソ連の膨張主義とその代理であるベトナムとキューバの行動にのみ注視しながら、「超大国による覇権争い」について批判的であった。しかし、米国とソ連の外交政策の独立も強調していた。中国は西側諸国との連帯を強めながら、もはや公式なメンバーでないものの第三世界や非同盟に政治的、経済的に強い関心を持ち続けていた。
1989年6月の六四天安門事件の後、多くの国が中国との経済援助のみならず外交関係も消極的になった。中国は回復のため努力し、1990年の暮れにはほとんどすべての国との外交関係が正常化した。1991年暮れのソビエト連邦の崩壊後、中国は旧ソ連諸国とも外交関係を結んだ。

## 近年の外交政策
近年、中国の指導者は世界各地を訪問している。中国は国連安保理の常任理事国であり、他の国際機関においても既に高い地位を占めているが、それでもなおより高みを模索している。
中国はアジアにおける緊張を和らげる努力をし、20世紀の最後の10年の間に中国とアジアの近隣諸国との関係は安定した。中国は朝鮮半島の安定化に貢献し、ASEAN諸国（ブルネイ、ミャンマー、インドネシア、ラオス、マレーシア、フィリピン、シンガポール、タイ、ベトナム）と協力関係を築き、ASEAN地域フォーラムに参加した。1997年、ASEAN諸国、中国、韓国、日本は地域間協力の強化について話し合うため、ASEAN+3を毎年開催することを合意した。2005年、ASEAN+3諸国とインド、オーストラリア、ニュージーランドは東アジアサミットを開催した。南シナ海における東南アジア諸国との国境紛争は続いており、東シナ海においては日本との領土問題を抱えている。

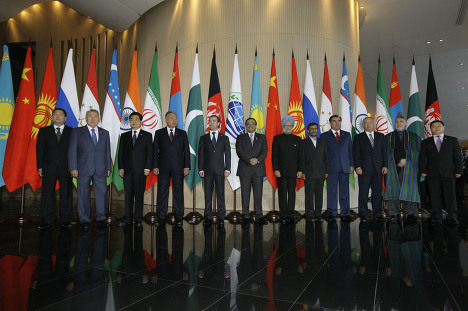
2009年にロシアのエカテリンブルクで開催された上海協力機構（SCO）のサミット。

中国は、ロシアとの関係を改善した。2001年7月、ウラジーミル・プーチン大統領と江沢民党総書記（国家主席）は、アメリカ合衆国を牽制することを主眼として中露善隣友好協力条約に署名した。2001年6月、両国は中央アジア諸国（カザフスタン、キルギスタン、タジキスタン、ウズベキスタン）と共に上海協力機構（SCO）を設立し、加盟した。上海協力機構は地域の安定化とテロとの戦いにおける協力を目指している。
インドとの関係もかなり改善された。長年に渡る競争、互いの不信（中国はパキスタンと、インドは旧ソ連とそれぞれ関係が深かった）、国境紛争など、世界で最大の人口を誇る両国の関係はこれまで調和がとれたことはなかったが、21世紀に入って経済や戦略などの面で協力関係を築き始めた。両国の貿易額はここ数年で倍増し、中国はインドが2008年までに最大の貿易相手国になることを期待している。両国は海軍の共同軍事演習を行うことを計画している。2003年、中国とインドは1962年の中印国境紛争以来、初めて交渉を行った。だが、アクサイチンとアルナーチャル・プラデーシュ州の帰属問題は未だに確定しておらず、両国の関係改善の課題となっている。インドは中国がパキスタンとバングラデシュに対して軍事援助を行っていることに、中国はインドが日本、オーストラリア、アメリカとの軍事協力を強化しつつあることに対して異議を唱えている。
中国はトンキン湾におけるベトナムとの領海問題、日本との領海問題を含む領土、領海紛争を抱えている。中国は1997年11月、ロシアとほとんどすべての国境紛争の解決を合意し、2000年には依然として南シナ海のいくつかの島嶼の帰属が未解決であるものの、ベトナムと領海紛争の解決を合意するなど多くの紛争を解決した。
1990年代の後半から21世紀初頭にかけて、中国はアメリカの牽制を目的として、ロシアとヨーロッパとの外交関係を改善することに焦点を合わせた。この戦略は、アメリカがロシアやEUに対し、経済的、軍事的、技術的に圧倒的に優越し、影響力を及ぼすことができる唯一のen:hyperpowerであるという前提に立っていた。このアメリカの力の評価はコソボ紛争の後再考され、20世紀の終わり、中国のシンクタンクでは世界においていかにして東洋が力を取り戻すかについての外交政策が議論されていた。この議論は冷戦後において国家が軍事同盟や軍事ブロックを基点とする思考から経済、外交の協力を基点とする思考へ移行することが求められるという中国の新しい安全保障の概念の文脈上において発生した。
中国は長い間、北朝鮮と同盟関係にあっただけでなく、韓国とも貴重な貿易相手国でありつづけてきた。2000年代の初頭、中国は朝鮮半島の緊張を解決するため北朝鮮、韓国、ロシア、日本、アメリカ、中国による六者会合の開催を提唱した。中国は北朝鮮核問題についての話し合いにおいて仲介の手段となった。2003年、中国はASEAN諸国との関係改善への努力をし、共同で東アジア市場を形成した。これらの外交政策の努力は中国の平和的台頭として知られている外交政策の一般原則の一環である。2005年11月15日、胡錦濤党総書記（国家主席）はソウルを訪問し、経済開発での地域的な平和と協力における両国の貢献の重要性について語った。
しかし中国は2つの重要な隣国、インドと日本の国連安保理の常任理事国入りに反対しこの問題が両国の関係にとって刺激的なものであることが分かった（安全保障理事会改革問題も参照）。日本のその巨大な経済と文化のアジアにおける影響は、中国にとって地域的な外交において最も手強い相手でありかつ、パートナーであると見ている。両国の外交関係は1972年に樹立され、日本の中国に対する投資は中国経済の改革開放の初期の頃から現在に至るまで重要な役割を果たしている。中国は日本と2回戦争をした経験があり、中国は長い間日本の軍事力を定期的に問題視し続けてきた。なお、日本の歴史教科書における第二次世界大戦時の日本軍の残虐行為に対する記述や、靖国神社問題などをことあるごとに取り上げて日本に対する強力な外交上の武器としている。一方で靖国神社参拝は日本側の有効な対中外交カードになるという意見もある。これは、日本は内政干渉をすることなく中国内部を刺激することが可能であるという理論に基づいている。2010年の尖閣諸島中国漁船衝突事件により中国側で発生した反日デモが一部では反政府デモになっていた事もあり、当局がこれを禁止したことからも窺える。
インドやロシア、ベトナムとの関係は改善されてはいるが、警戒状態は続いている。中国は2000年代以降大規模な軍拡を行っており、これが先の関係を改善した国々との間で摩擦となっていた。2008年には日印安全保障宣言が、2011年には米越の軍事的接近が行われており対中包囲網の形成を招いている。
アメリカは日米露3国での軍事訓練、日本は防衛大綱の見直しと南西諸島の防衛強化や潜水艦保有数の拡大、ベトナムはインドとの協力体や潜水艦の購入と2010年以降急激に中国と隣接する国が協力体制を構築している。また隣接する国の対中感情も良好とはいえない国が多く、比較的対中感情の良かった日本も2010年の尖閣諸島中国漁船衝突事件を受け大幅に悪化している。
2004年8月、胡錦濤党総書記（国家主席）は国家的な外交部会において中国が「独立した平和的な経済開発援助政策」を続けることを繰り返し述べ、平和で安定した国際的環境の建設と特に中国の隣国との「互恵的な協力」と「共同開発」を促進する必要性を強調した。この政策の意図は1949年の中国の建国以来ほとんど変わっていない。しかし、そのレトリックは国内の政治の大変動期には障害となる部分が変更された。
2005年にはEUが対中武器禁輸措置解除について話し合いを行ったが、アメリカ合衆国はこれに反対した。

## 国及び地域ごとの外交関係

### アジア

#### 東アジア

##### 日本
建国後長らく両国間に国交はなく、1964年8月に開設された日中総合貿易連絡協議会（高碕達之助事務所）と廖承志事務所、いわゆる「L・T事務所」などの民間機関が事実上の代表部として両国の関係を取り持ってきたが、冷戦下の1972年9月に、アメリカと中華人民共和国が急接近したことを受けて国交設立への機運が高まり、日中共同声明を発表し国交を正常化した。なお、それまで日本が国交を持っていた中華民国と日本はその後国交を断絶した。1978年8月には日中平和友好条約が調印され、以後、政治、経済などにおいて緊密な交流が続いている。

###### 政治
政治に関して、近年の日中関係は悪化傾向にあった。小泉純一郎首相在任中は、いわゆる「靖国神社問題」などの内政干渉や駐上海日本総領事館襲撃事件などに伴い両国関係が緊張したことにより（歴史教科書問題、反日感情等を参照）、中華人民共和国の最高指導者の日本訪問はなかった（小泉首相在任中に、江沢民から胡錦涛に共産党総書記が変わっているが、訪問はなかった）。
安倍首相に代わってからは、中華人民共和国は悪化した日中関係の改善を模索している。中華人民共和国側は、これまでの中華人民共和国による反日的な態度に対する日本側の反発が強まっていることを受け、胡錦涛指導部が、日本との対日協調工作小組を発足させた。政府内で外交を担当する唐国務委員が指揮し、共産党、政府、軍、政府系研究機関など日本と関係する各部門が参加。指導部への提案や各部門への指示を一元化させた。
2007年4月には、温家宝国務院総理が来日した（この中華人民共和国側の態度の変化について、日中関係改善により日本側から環境対策技術、省エネ技術を手に入れることを意図しているためという指摘がある）。
日本の政治家には、中華人民共和国に対して警戒感を持つ者もいる。例えば、中川昭一も以下のように述べ中華人民共和国への警戒感をあらわにしている。
『「中国は今は平和的台頭でおとなしくしているが、2010年（の上海万博）が終わると、いよいよ“非平和的台頭”になる可能性がある」と強調、「台湾（中華民国）が完全な勢力下に置かれた場合、次は日本になりかねない」との見方を明らかにした』
第71・72代衆議院議長の河野洋平も若い世代の日本の政治家に対して、「広島（・長崎）は被害者だが、日本は加害者の立場であることも勉強して欲しい。特に韓国、中国に対する外交姿勢を真剣に考え、正しい姿勢で臨んで欲しい」と述べた。また、従軍慰安婦問題への謝罪と反省についても、「（宮澤内閣の官房長官時の謝罪・反省）談話を否定したことからアメリカでも問題が起き、アジア、オランダなどでも取り上げられた。そのたびに日本の政治は何だと言われるのはとても残念だった」と河野洋平は述懐している。
領土問題
日本領の尖閣諸島（中国名：釣魚島）を巡って、日本と中華人民共和国、台湾（中華民国）が領土紛争を抱えている。日本領内にもかかわらず過度な主張を繰り返している。
近年、中華人民共和国政府が日本のEEZ（排他的経済水域）内において、調査船を侵入させ資源調査を行っており、2004年には、日本の領海を中国人民解放軍海軍の潜水艦が侵犯する事件が発生し、日本と日本国内に基地を多く所有しているアメリカ両国政府に緊張が高まっている。領海侵犯に関して、中華人民共和国政府は「遺憾の意」を表明したが、陳謝は行っていない。
2004年には、東シナ海の日中中間線ぎりぎりの中華人民共和国側で、中華人民共和国政府により海底油田の開発が進められていることが発覚した。日本政府も、日本側の資源にも地下でつながっている可能性を指摘し、中断を求めたが中華人民共和国は証拠がないことを理由に応じず、2005年には生産が始まった。詳細は東シナ海ガス田問題を参照のこと。
歴史教育問題
両国の間では、検定教科書や歴史認識を巡っても論争が存在している。これが両国政府間の対立の要因の一つとなっている。また両国の国民感情は微妙な状態にあるが、この論争を通じて悪化するという見方もある。しかし、その一方で、日本や西側諸国の間には、中華人民共和国はあくまで外交のかけひきとして、「靖国カード」、「教科書問題」カードを使っているとの見方もあり、『江沢民文選』によれば実際に1998年8月、当時の江沢民党総書記（国家主席）から外交関係者に「歴史問題を強調し永遠に言い続けよ」との指示が与えられた。また、中華人民共和国側も反日教育を行っている。
日本では、次のように特に江沢民政権以後の中華人民共和国における歴史教育および中華人民共和国の中国共産党政府の姿勢を批判する観点がある。
- 旧日本軍の「蛮行」を宣伝する歴史記念館などを各地に建設している。
- 反日教育がきっかけとなり2005年の中国における反日活動が起こった。
- 日本政府は日中戦争の謝罪という理由から一切苦情が言えなくなっている。

一方で中華人民共和国政府及び国内の多くの知識人・メディアは、日本政府や保守系メディアの対中姿勢に対し、非難を続けている。
- 日本のメディアにより2005年の中国における反日活動が大きく報道され、日本国内の一部で中国脅威論がより強く叫ばれるようになってしまった。
- 近年では上記の理由と国際的な非難を背景に、中華人民共和国の歴史教育は反日の傾向が薄くなっている。

遺棄化学兵器問題
日本は第二次世界大戦時に化学兵器を中華民国（中国大陸）において配備していた。そのほとんどは使用されず、武装解除時に国民党軍あるいは共産党軍に引き渡された。これらの30万発程度の化学兵器（弾頭）は両軍とも使用することなく、結局ソ連など他国の化学兵器と共にハルバ嶺等に埋設処理された。
近年、中華人民共和国の開発の伸展に伴いこれらの化学兵器が発掘され、住民が被害を受ける事件がおきている。日本は化学兵器禁止条約に則り、これらの化学兵器のうち、日本生産分を解体することに協力することを言明した（詳細は遺棄化学兵器問題、河野洋平を参照）。しかし、中華人民共和国側が旧ソ連や自国の化学兵器も日本軍のものとしてカウントしたり、「200万発」と弾頭数を過剰に申告する、解体に必要ない施設の建設を要求するなど、様々な問題が生じている。
ODA問題
国交成立後今まで日本が中華人民共和国に支払ったODAの金額は約3兆円に上る。中華人民共和国政府は、自ら多額の援助を受けている一方で、アフリカ諸国や太平洋諸国に援助を与え、国際的地位を強化している。また、その一部（もしくは多く）が軍事的開発に使われているという指摘もある。こうしたことから、日本においては対中ODA不要論が提言されており、近年中に完全に停止される予定である。
報道におけるタブー
日中国交正常化前に、日本の大手マスメディア（新聞・テレビ放送）は1964年に日中記者交換協定を結び、中国共産党政府の意向にそぐわない内容は報道できなくなった。例えば天安門事件や2008年のチベット動乱のような世界中が注目する大事件は日本でも報道されるが、中国共産党政府を批判するような解説はできない。また文化大革命や法輪功に対する拷問や亡命チベット人射殺動画のような中国政府による人権侵害行為の詳細はネットで公開されているものの、日本のマスメディアでは流されることはない。
ただし産経新聞は日中記者交換協定を結んでいないため、中共政府に都合の悪い事でも比較的大きな扱いで記事にされる。ケーブルテレビの日本文化チャンネル桜ではこのような事はすぐに確認できる。
その他
- 駐上海総領事館に関しては、2004年に電信官が自殺する事件も起きている 。中華人民共和国政府は否定しているが、遺書には中華人民共和国の公安関係者による脅迫があったと記載されていた（上海総領事館員自殺事件を参照）。
- 上記の上海総領事館員が通っていたのと同じカラオケ店に通っていた上対馬警備所の一等海曹が内部情報の持ち出しで10日停職の懲戒処分を受けた。
- 2006年8月には、無断で中華人民共和国に渡航をくりかえし、内部情報を持ち出したとみられる海上自衛隊の一等海曹が護衛艦「あさぎり」内部で自殺した。

などがある。

###### 経済
国交成立後しばらくの間は、文化大革命の余波から中華人民共和国の経済が冷え込んでいたことなどにより、両国間の経済関係はそれほど大きなものとはならなかったが、1980年代に中華人民共和国経済が改革開放政策により成長するにつれて、日中の経済関係も深くなっていった（政治関係が冷え込んでるなか、経済交流は活発であったことから、この状態を中華人民共和国では「政冷経熱」と呼んでいる）。
日本では中華人民共和国からの安価な製品の輸入が国内産業に打撃を与えるとして反発する動きも一部ではあったが、1990年代以降は日本企業の進出が相次ぎ基本的には貿易額は増加傾向となっている（中国脅威論も参照）。また、団体観光ビザの発給が解禁されたことにより、日本への観光客が激増している。

##### モンゴル
モンゴルは歴史的に何度も中国から侵略を受けてきたが、特に清朝末期から中華民国時代にかけての中国人による蛮行･略奪と、中華人民共和国の文化大革命期の中国共産党による南モンゴルに対する弾圧は、今でも語り継がれており、モンゴル人の圧倒的多数は中国に好意を持っておらず、中国に対する激しい敵対心を抱いており、中国人や中華料理店や中国系のスーパーやホテルが襲撃される事件が頻繁に起きている。一般のモンゴル人にとって中国は、モンゴルにおける悪しき事柄の源泉であるという認識が確立しており、中国はモンゴルのナショナリズムを否定的な側面から鼓舞する最大の負のイメージである。
アメリカ合衆国国務省は2010年の春以降、モンゴルで「外国籍の人間に対する排外主義的襲撃事件が増加している」「こうした国粋主義団体は、アジア系アメリカ人を中国人や韓国人だと誤解し、突然襲撃することが多い」との渡航情報を出している。アメリカ合衆国国務省のウェブサイトは「nationalist groups frequently mistake Asian-Americans for ethnic Chinese or Koreans and may attack without warning or provocation. Asian-Americans should exercise caution walking the streets of Ulaanbaatar at all times.（モンゴルの民族主義者がアジア系アメリカ人を中国人や韓国人と間違え、警告・挑発なしに頻繁に攻撃しているので、ウランバートルの街中を歩くアジア系アメリカ人は常に注意すべきである）」と注意を呼び掛けている。
日本外務省も海外安全ホームページで「歴史的背景から中国人に対するモンゴル人一般の潜在的な感情には複雑なものがあります。街頭で日本人が中国人と間違えられ、モンゴル人に殴られる事件等のトラブルが時折発生しています」と注意を呼び掛けている。

#### 東南アジア
中国は東南アジアにおいて影響力を行使できる領域を構築したいと考えている。中国はこの野心を達成するため、この地域の国々と中国の政治的、経済的、軍事的な関係を強化する外交キャンペーンを行っている。

#### 南アジア
現在、中国と南アジア諸国との貿易額は年間200億米ドルに上る。中国はこの地域ではパキスタンと強い関係を築いてきた。この関係は経済、防衛、社会そして政治の領域にまで影響が及んでいる。
中国は、パキスタンと早期収穫協定やパキスタン北部において免税区域を設けるという二国間貿易協定を締結するとともに、いくつかの自由貿易協定をも締結した。パキスタンと中国は強い同盟関係、経済関係を維持しており、近年、接触の機会は着実に増加している。中国はパキスタンに対する莫大な投資を続けており、パキスタンの2番目に大きな港であるグワーダルのインフラの改善とグワーダルから中国西部へ伸びるパイプラインの開発を支援している。
中国とインドの貿易額は136億ドルに上り、2010年には250億ドルに成長すると見られている。中国はインドを除く南アジア諸国（バングラデシュ、ネパール、パキスタン、スリランカ）との貿易で黒字を計上している。米国がインドに対し原子力発電所の建設の提案をしたすぐ後、中国もパキスタンとバングラデシュに同様の打診をした。中国はこれらの国の財政事情も考慮し、低コスト案も示した。中国の経済支援の恩恵を受けている国はパキスタン、バングラデシュ、スリランカ、ネパールの順である。

##### モルディブ
中国はインド洋におけるシーレーンを確保するためにモルディブ・マラオ島に海軍潜水艦基地の建設を検討していたが、この進出計画がインド当局に危機感を与えた。

#### 中東
中国の急速な経済の成長は、これまで以上にエネルギーを消費していることをも意味する。中国は現在、アメリカ合衆国に次いで2番目の石油製品消費国でもある。中国は、近年全世界において石油や天然ガスなどのエネルギー資源を確保する外交政策を実行してきた。世界最大の産油地域である中東においてはこの政策が重視されてきた。中国は石油輸入量の約半分を中東に依存している。
同時にこれらの中東の産油国は西洋市場（ヨーロッパ、北米）以外の供給先を増やすことにも意欲的であり、急速な成長を続ける中国のような他の地域にも注目している。中国と中東諸国は貿易やエネルギーの分野でも戦略的な関係を深めており、中国とサウジアラビア、パキスタン、イランのような中東の主要国は大量破壊兵器や弾道ミサイルの技術協力を行っている。これら中東諸国は中国が将来安全保障においてアメリカ合衆国の対抗勢力になると見ているようである。

##### イスラエル
1950年1月9日、イスラエルは中国を承認した。しかし、1992年まで正式な国交は樹立されなかった。イスラエルも中国に対し、農業や灌漑の面で技術支援を行った。両国は共同で農業の研究のための基金を創設し、バイオテクノロジーを用いた果物や野菜の新種開発や農産物の新鮮さを保つ研究開発プロジェクトを行っている。イスラエルもデモンストレーションのため中国に3つの農場を作り、両国は農業部が支援するいくつかの訓練センターを作った。
イスラエルでは中国に対し、軍事技術の支援も行っている。米中安全保障調査委員会によると、「イスラエルはロシアに次ぐ対中兵器システム供与国であり、フランスやドイツより進んだ軍事技術を持っている」と報告されている。イスラエルは中国に早期警戒管制機EL/M-2075ファルコンを売却する準備ができていたが、アメリカ合衆国の圧力によりその計画は白紙撤回された。
国交樹立以来、文化交流は両国関係の主要なものとなり、両国は長い歴史に基づく強い財団を設立する重要性の認識を共有している。2007年、中国はイスラエルとの国交樹立15周年を記念して「文化フェスティバル」をイスラエル全土で開催した。

#### 中央アジア
中国経済が過熱するのに従い、天然資源を確保することが主要優先事項となった。中国の石油会社はカザフスタンの油田に投資し、中国とカザフスタンはカザフスタンから中国に至る石油パイプラインを建設し、さらに天然ガスのパイプラインの建設を計画している。タジキスタンとキルギスタンでは水力発電計画に投資している。中国は中央アジア諸国との貿易関係を支持し、資金援助を行っている。上海協力機構では中央アジアの安全保障と政治が重要になりつつある。多くのオブザーバーは中国と中央アジア各国の関係は通常の良好な善隣関係の範疇を超えており、中国がそれらの国々と共に世界的な大国として台頭しつつあるとして警戒している。

### アフリカ

2000年から3年毎に中国・アフリカ協力フォーラム（FOCAC）が開催されている。

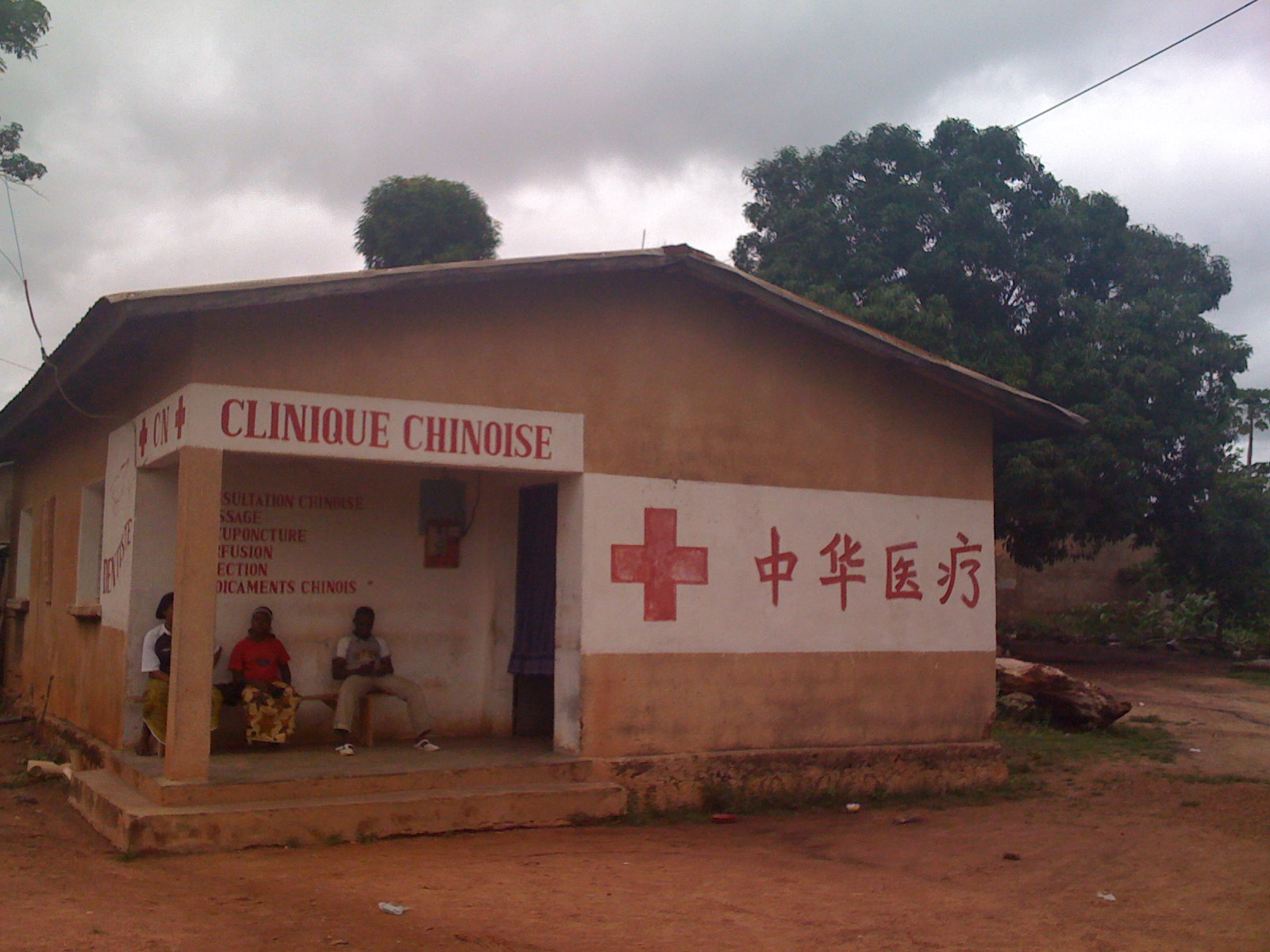
西アフリカ、コートジボワールに中華人民共和国が設立した診療所。

中国は世界における影響力が増加するのに伴い、アフリカに対する外交努力を始めた。中国がアフリカに対して興味を持ったのは最近のことではない。1960年代から1970年代において、中国は他の途上国と共に中国方式の共産主義（毛沢東思想）を進歩させ、西側の植民地主義及び帝国主義を駆逐し、イデオロギーを確立することに関心を集中させた。この時期にはとりわけ中ソ対立の枠組みの中でポルトガルからの独立運動や、ローデシアのイアン・スミス白人政権に対して民族解放運動を戦う中国派のアフリカ人共産主義者を支援し、また、東アフリカのタンザニアとの関係を深め、1970年代にはタンザニアとザンビアを結ぶタンザン鉄道を建設している。
冷戦終結後、1990年代より中国は貿易や投資、エネルギーなど実用的なことに関心を移した。中国とアフリカの貿易額は2000年から2006年の間に4倍になった。アフリカにとって中国は米国とフランスに続く3番目の商業相手であり、フランスに続く2番目の輸出相手である。中国は双方においてかつての植民地大国であるイギリスを上回っている。
一部の西側諸国はスーダンのような人権が十分に保障されていない国と貿易において緊密な関係になる事をためらっており、それにより中国はアフリカにおいて経済協力を強化する機会を得ることができた。
ロバート・ムガベ大統領の強権政治が非難されているジンバブエとも、友好関係を持っている。ムガベ大統領は、若い頃は毛沢東思想の影響を受けていた人物であったが現在では700万人の国民が飢えに苦しんでいることを尻目に貴族のような生活を送っており、秘密警察により反体制派を厳しく弾圧している。しかし中国はそれにとやかく言うことはせず、実利的な面で友好関係を保っている。

### ヨーロッパ
長年続いたソ連と中国の敵対関係は1989年のゴルバチョフ書記長の訪中によって終わりを迎えた。1991年のソ連崩壊後、中国とロシア及び旧ソ連諸国との関係はより円満なものになった。互いの首脳の訪問により新しい二国間協定が締結された。1950年代の初期のように、ロシアは中国にとって資源や貿易だけでなく軍事技術、兵器の重要な拠り所になった。ロシアとの良好な関係は中国にとって重要な利点となり、アメリカ合衆国との関係が不安定になる際の埋め合わせになった。ヨーロッパとの関係は21世紀の初頭において基本的に良好なものであり、EUとの政治的、通商的関係は中国の2000年代の外交政策の主要なテーマである。2005年11月、胡錦濤党総書記（国家主席）はイギリス、ドイツ、スペインを訪問し、ヨーロッパの国々と政治的及び経済的協力を深めることの中国の熱意を説いた。が、近年人権問題でヨーロッパと対立し、ロシアとは関係を強化している。

### 中南米・カリブ諸国
近年、中国の経済の成長と政治の影響は南アメリカとカリブ海諸国において見られる。2004年11月、中国の胡錦濤党総書記（国家主席）はブラジル、アルゼンチン、チリ、キューバを訪問し、次の10年間において1000億米ドル相当の投資を行うと語った。
例えば、キューバは老朽化した輸送システムの近代化を10億米ドルで西側の企業から中国の企業に代えるなど共産主義国を好む傾向は続いており、2005年の時点において、キューバにとって中国はベネズエラに続く2番目の貿易相手国である。それに加え、中国はこの地域の国々と軍事的な連携も強めている。アメリカ合衆国は国際刑事裁判所にまつわる問題のため、この地域において軍事訓練プログラムを行う機会が減少しており、そのため中国は南米の軍人を訓練する機会が増えている。　　　　　　　　　　　
カリブ諸国と中国の関係は主に貿易、信用、そして1990年代から急激に増加した投資に基づいている。中国と関係を深めている多くのカリブの国々は、長年依存してきた米国との関係が薄れつつある。
しかも、この地域における中国の政策はかつてアメリカ合衆国が行った「ドル外交」の手法そのものであり、コスタリカ、パナマ、ドミニカ共和国、エルサルバドルなどが中国の投資の見返りとして中国が求める「一つの中国」の政策の下、中華民国を独立国家として承認することをやめた。

### オセアニア
中華人民共和国は、オセアニアにおいても10つの国（オーストラリア、フィジー、ミクロネシア連邦、ニュージーランド、パプアニューギニア、サモア、トンガ、バヌアツ、ソロモン諸島、キリバス）と外交関係を築いている。中華民国は中華人民共和国と国交のない4カ国と外交関係を持っている。太平洋地域は中華人民共和国と中華民国の外交における激しい戦場になっており、そのうちのいくつかの国（ナウル、キリバス、ソロモン諸島、トンガ、マーシャル諸島）は少なくとも1回は外交相手を変更した。中華人民共和国と中華民国は国交のある国に対して開発の支援を行っている。

## 国際問題

### 国際領土紛争
中華人民共和国は以下の領土問題を抱えている。

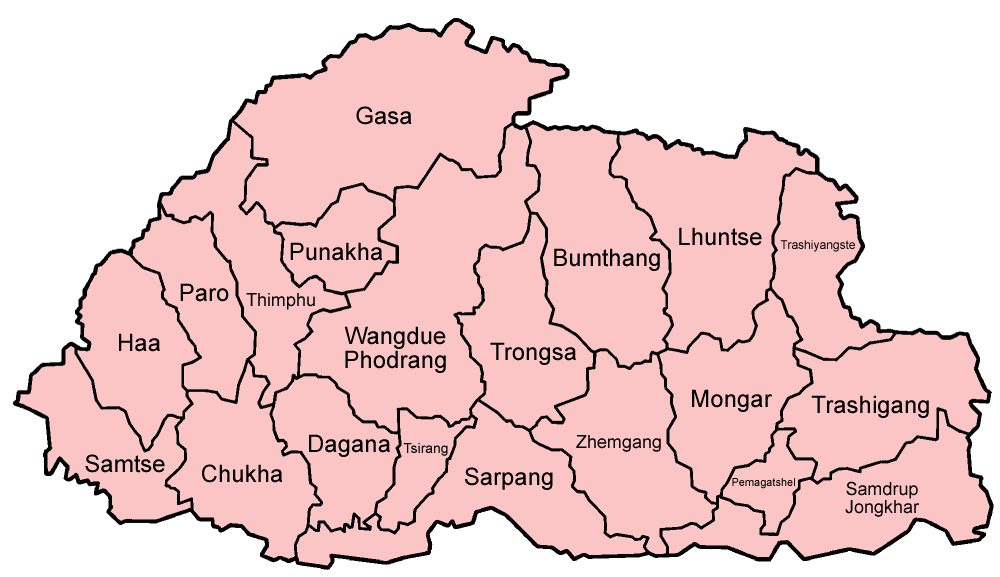
北部が中国の領土にされる前のブータン。北部が北側に出ている。2006年より前の国境

北部が中国の領土にされた後のブータン。2006年の新国境線

- 中華人民共和国と中華民国は共に現在中華民国が実効支配している台湾及び近接島嶼を含む『中国』の正統的な政府であると主張している。中華民国は現在も中国大陸の領有を主張している。
- インドとの領土紛争（アクサイチンとアルナーチャル・プラデーシュ州を参照）。
- タジキスタンとの国境線は確定していない（2007年時点において確定作業中）。
- ベトナムとの大陸における国境線は1999年12月に合意された。しかし、合意の詳細は公表されていない（2007年時点において確定作業中）。
- ブータンとの領土問題（主張する国境線に食い違いが大きく、2010年時点において交渉中）[44]。2011年時点で、ブータンとは国交を樹立していない[45]。ブータンの面積は、従来は約46500km2だったが、2006年に発表した新国境線で北部の多くが中国領とされたため、約38400km2に減少した[46]。

- 北朝鮮との鴨緑江、豆満江上の島嶼の領土問題。
- 中華民国、マレーシア、フィリピン、ベトナム（潜在的にはブルネイ、インドネシアを含む）との南沙諸島をめぐる領土問題。
- フィリピン、中華民国とのスカボロー礁（黄岩島）をめぐる領土問題。
- ベトナムとのトンキン湾をめぐる領海問題。
- 中華人民共和国が実効支配し、中華民国とベトナムが領有権を主張する西沙諸島をめぐる問題。
- 日本が実効支配し、中華人民共和国と中華民国が領有権を主張する尖閣諸島をめぐる問題（尖閣諸島問題及び東シナ海ガス田問題も参照）。

### 難民
難民と国内避難民（IDP）は以下の通りである。
- 難民（出身国）：300,897人（ベトナムから）、3万～5万人（推定。北朝鮮から）。
- 国内避難民：9万人（2006年）。

### 人身売買
中華人民共和国では、売春や強制労働を目的とした男女、子供の人身売買の源泉地、通過点そして最終目的地である。中国における人身売買の多くは、国内で行われているが国際的な人身売買も行われている。女性は多くの場合、職業を紹介するという嘘の約束をして誘い出され、強制的に台湾やタイ、マレーシアや日本の性風俗産業へ送られる。中国の男性及び女性は法外な値段をつけられ、世界各地へ密入国させられ、性産業や強制労働に従事させられる。女性と子供は中国からモンゴル、ミャンマー、北朝鮮、ロシア、ベトナムへ強制労働や結婚相手として、性奴隷として使役されるために送られる。多くの脱北者は自主的に越境するが、北朝鮮から人身売買によって中国へ送られていることが報告されている。中国にとって国内の人身売買は最も重要な問題であり、毎年少なくとも1万人から2万人が犠牲になっていると推測され、これも氷山の一角にしかすぎず、潜在的な数はこれよりもずっと多いと見られている。一部の専門家は深刻なそして長期的な男女の出生数の比の不均衡は女性の人身売買も一因になっているのではないかと考えている。
アメリカ合衆国国務省のウォッチリストは、「中国政府は国際的な人身売買を解決する努力の跡を示せていない。中国人や他の国の人々を人身売買から守る防護策を講じているが、不十分である」と述べている。

### 違法麻薬
中国は東南アジアの黄金の三角地帯で生産されたヘロインの主要輸出先である。国内では薬物依存者の増加が問題になっており、新しい規制によって取り締まりが強化されているが、中国には違法麻薬を精製する巨大な化学産業地帯がある。

## 国際機関
国際機関における加盟状況は以下の通りである。
中華人民共和国は、国際連合安全保障理事会の常任理事国でもある。1971年以前は台湾の中華民国がこの地位を所有していたが、その年、中華人民共和国はロビー活動によって中華民国を国連から追放することに成功し、現在の地位を得た。
中国は国際連合機関における活動的な国家であり、機関には国際連合総会、国際連合安全保障理事会、国際連合食糧農業機関、国際連合貿易開発会議、国際連合教育科学文化機関、国際連合難民高等弁務官事務所、国際連合工業開発機関、国際連合訓練調査研修所、国際連合監視検証査察委員会、国際連合休戦監視機構が含まれる。
中国は以下の国際機関に加盟またはオブザーバー参加している：
アフリカ開発銀行、アジア開発銀行、アジア太平洋経済協力、東南アジア諸国連合（対話パートナー）、東南アジア諸国連合地域フォーラム、国際決済銀行、カリブ開発銀行、G77、G20、BRICS、上海協力機構、国際原子力機関、国際復興開発銀行、国際商業会議所、国際民間航空機関、国際刑事警察機構、国際開発協会、国際赤十字赤新月社連盟、国際金融公社、国際農業開発基金、国際水路機関、国際労働機関、国際海事機関、国際通貨基金、国際オリンピック委員会、国際移住機関（オブザーバー）、国際標準化機構、国際赤十字、国際電気通信連合、ラテンアメリカ統合連合（オブザーバー）、非同盟（オブザーバー）、化学兵器禁止機関、常設仲裁裁判所、万国郵便連合、世界税関機構、世界保健機関、世界知的所有権機関、世界気象機関、世界観光機関、世界貿易機関、ザンガー委員会

## 主要国際条約
中華人民共和国は多くの国際条約に署名している。
1949年以前に署名された『中国』の条約は台湾の中華民国にのみ適用される。中華人民共和国が署名した条約（convention）は原子力事故または放射線緊急事態の場合における援助に関する条約、生物兵器禁止条約、化学兵器禁止条約、特定通常兵器使用禁止制限条約、原子力事故の早期通報に関する条約、Inhumane Weapons Convention、ロンドン条約 (1972年)、原子力の安全に関する条約、核物質の防護に関する条約、児童の権利に関する条約、児童の売買、児童売春及び児童ポルノに関する児童の権利に関する条約の選択議定書、難民の地位に関する条約、難民の地位に関する議定書がある。
他にも条約（Treaty）として包括的核実験禁止条約（署名はしているが未批准）、ジュネーヴ議定書 (1925年)、ペリンダバ条約（アフリカ非核兵器地帯条約。附属議定書1、2に署名）、核拡散防止条約、宇宙条約、トラテロルコ条約（附属議定書2に署名）、海底軍事利用禁止条約、ラロトンガ条約（附属議定書2、3に批准）がある。
国際環境条約では環境保護に関する南極条約議定書、南極条約、生物の多様性に関する条約、気候変動枠組条約、京都議定書、国際連合砂漠化対処条約、ワシントン条約、バーゼル条約、海洋法に関する国際連合条約、ロンドン条約 (1972年)、オゾン層の保護のためのウィーン条約、マルポール条約、国際熱帯木材協定、ラムサール条約、国際捕鯨取締条約に署名している。

## 関連文献
- Chen, J. China and the West（Hutchinson, 1979）.